# The E.N.D.
A The E.N.D (The Energy Never Dies) az amerikai Black Eyed Peas együttes ötödik, Grammy-nyertes albuma, amely 2009. június 9-én jelent meg és egy hónap alatt közel 1 millió példány kelt el belőle. Az első kislemez, a Boom Boom Pow március 10-én jelent meg és 1. helyezést ért el az USA-ban, az Egyesült Királyságban, Ausztráliában, Törökországban, Indiában és Kanadában is. A Billboard Hot 100 listáját 12 hétig vezette, majd a csapat második kislemeze, az I Gotta Feeling vette át a helyét, amely szintén több ország slágerlistáját vezeti.

## Számlista
| #   | Cím                   | Szerző(k) | Producer(ek)            | Hossz |
| --- | --------------------- | --- | ----------------------- | ----- |
| 1.  | "Boom Boom Pow"       | William Adams, Allan Pineda, Jaime Gomez, Stacy Ferguson                                                                                              | will.i.am               | 4:12  |
| 2.  | "Rock That Body"      | William Adams, Allan Pineda, Jaime Gomez, Stacy Ferguson, David Guetta, Mark Knight, Adam Walder, Jean Baptiste, Jaime L. Munson, Robert Ginyard, Jr. | will.i.am, David Guetta | 4:29  |
| 3.  | "Meet Me Halfway"     | William Adams, Allan Pineda, Jaime Gomez, Stacy Ferguson, Keith Harris, Jean Baptiste, Sylvia Gordon                                                  | Keith Harris, will.i.am | 4:43  |
| 4.  | "Imma Be"             | William Adams, Allan Pineda, Jaime Gomez, Stacy Ferguson, Keith Harris, J. Tankel, D. Foder, T. Brenneck, M. Deller                                   | Keith Harris, will.i.am | 4:17  |
| 5.  | "I Gotta Feeling"     | William Adams, Allan Pineda, Jaime Gomez, Stacy Ferguson, David Guetta, Frederick Riesterer                                                           | David Guetta            | 4:49  |
| 6.  | "Alive"               | William Adams, Allan Pineda, Jaime Gomez, Stacy Ferguson, Jean Baptiste                                                                               | will.i.am               | 5:03  |
| 7.  | "Missing You"         | William Adams, Allan Pineda, Jaime Gomez, Stacy Ferguson, Printz Board, Jean Baptiste                                                                 | Printz Board, will.i.am | 4:34  |
| 8.  | "Ring-A-Ling"         | William Adams, Allan Pineda, Jaime Gomez, Stacy Ferguson, Keith Harris                                                                                | Keith Harris            | 4:33  |
| 9.  | "Party All The Time"  | William Adams, Allan Pineda, Jaime Gomez, Stacy Ferguson                                                                                              | will.i.am               | 4:43  |
| 10. | "Outta My Head"       | William Adams, Allan Pineda, Jaime Gomez, Stacy Ferguson, Printz Board, Keith Harris, George Pajon, Tim "Izo" Orindgreff                              | Printz Board, will.i.am | 3:52  |
| 11. | "Electric City"       | William Adams, Allan Pineda, Jaime Gomez, Stacy Ferguson, Bert Berns, Robert Feldman, Gerald Goldstein, Richard Gottehrer                             | will.i.am               | 4:08  |
| 12. | "Showdown"            | William Adams, Allan Pineda, Jaime Gomez, Stacy Ferguson, Ryan Buendia                                                                                | apl.de.ap, DJ Replay    | 4:27  |
| 13. | "Now Generation"      | William Adams, Allan Pineda, Jaime Gomez, Stacy Ferguson, George Pajon, Tim "Izo" Orindgreff                                                          | will.i.am               | 4:06  |
| 14. | "One Tribe"           | William Adams, Allan Pineda, Jaime Gomez, Stacy Ferguson, Printz Board                                                                                | will.i.am               | 4:40  |
| 15. | "Rockin' to the Beat" | William Adams, Allan Pineda, Jaime Gomez, Stacy Ferguson, Printz Board, George Pajon, Jr.                                                             | will.i.am               | 3:46  |

Deluxe Edition Bonus CD
| #   | Cím                    | Szerző(k) | Producer(ek)              | Hossz |
| --- | ---------------------- | --- | ------------------------- | ----- |
| 1.  | "Where Ya Wanna Go"    | William Adams, Allan Pineda, Jaime Gomez, Stacy Ferguson, Printz Board, George Pajon, Keith Harris, Tim "Izo" Orindgreff | will.i.am & Bucky Johnson | 5:08  |
| 2.  | "Simple Little Melody" | William Adams, Allan Pineda, Jaime Gomez, Stacy Ferguson, Jean Baptiste, Alexander Ridha | Boys Noize                | 3:11  |
| 3.  | "Mare"                 | William Adams, Allan Pineda, Jaime Gomez, Stacy Ferguson, A. R. Rahman | apl.de.ap & DJ Replay     | 2:55  |
| 4.  | "Don't Bring Me Down"  | William Adams, Allan Pineda, Jaime Gomez, Stacy Ferguson, Ryan Buendia | apl.de.ap & DJ Replay     | 3:11  |
| 5.  | "Pump It Harder"       | William Adams, Allan Pineda, Jaime Gomez, Stacy Ferguson, Thomas Van Musser, Nicholas Roubanis, James Brown | will.i.am                 | 3:51  |
| 6.  | "Let's Get Re-Started" | William Adams, Allan Pineda, Jaime Gomez, Terence Yoshiaki, Michael Fratantuno, George Pajon, Jr. | will.i.am                 | 2:57  |
| 7.  | "Shut The Phunk Up"    | William Adams, Allan Pineda, Jaime Gomez, Jay Curtis, George Pajon, Jr., George Clinton III., Phillipe Wynne | will.i.am                 | 4:19  |
| 8.  | "That's The Joint"     | William Adams, Allan Pineda, Jaime Gomez, Stacy Ferguson, Paul Poli, G. Phillinganes, B. Gibb, Ali Shaheed Muhammad, Kamaal Fareed, Malik Taylor, Trevor Smith                                                                   | Paul Poli                 | 3:48  |
| 9.  | "Another Weekend"      | William Adams, Allan Pineda, Jaime Gomez, Tony Butler, Sylvester Stewart | will.i.am                 | 4:11  |
| 10. | "Don't Phunk Around"   | William Adams, Stacy Ferguson, Printz Board, George Pajon, Jr., Brian P. George, Curtis T. Bedeau, Gerard R. Charles, Hugh L. Clarke, Paul A. George, Lucien George, Jr., Kalyanju Anandji, Indeewar, Cleveland Bell, Victor May | will.i.am                 | 3:47  |

## Listás helyezések, eladások és minősítés
| Lista (2009)                    | Csúcshelyezés |
| ------------------------------- | ------------- |
| Australian Albums Chart         | 1             |
| Austrian Albums Chart           | 5             |
| Belgian Albums Chart (Flanders) | 4             |
| Belgian Albums Chart (Wallonia) | 1             |
| Canadian Albums Chart           | 1             |
| Croatian Albums Chart           | 26            |
| Danish Albums Chart             | 8             |
| Dutch Albums Chart              | 7             |
| European Top 100 Albums         | 1             |
| Finnish Albums Chart            | 17            |
| French Albums Chart             | 1             |
| German Albums Chart             | 2             |
| Greek Albums Chart              | 7             |
| Hungarian Albums Chart          | 10            |
| Irish Albums Chart              | 3             |
| Italian Albums Chart            | 8             |
| Japan Albums Chart              | 2             |
| Mexican Albums Chart            | 7             |
| New Zealand Albums Chart        | 1             |
| Norwegian Albums Chart          | 28            |
| Polish Albums Chart             | 7             |
| Portuguese Albums Chart         | 1             |
| Spanish Albums Chart            | 7             |
| Swedish Albums Chart            | 18            |
| Swiss Albums Chart              | 2             |
| UK Albums Chart                 | 3             |
| UK R&B Albums Chart             | 1             |
| U.S. Billboard 200              | 1             |

| Régió              | Minősítés (eladási példányszám) |
| ------------------ | ------------------------------- |
| Ausztrália         | 4× Platina                      |
| Belgium            | 3× Platina                      |
| Brazília           | 2× Platina                      |
| Kanada             | 5× Platina                      |
| Dánia              | Arany                           |
| Európa             | 3× Platina                      |
| Franciaország      | Gyémánt + 3× Platina            |
| Németország        | 2x Platina[forrás?]             |
| Írország           | 4x Platina                      |
| Olaszország        | Platina                         |
| Japán              | Platina                         |
| Mexikó             | Platina                         |
| Új-Zéland          | 2× Platina                      |
| Lengyelország      | Platina                         |
| Portugália         | Platina                         |
| Oroszország        | Arany                           |
| Spanyolország      | Arany                           |
| Svájc              | 2x Platina                      |
| egyesült Államok   | 2x Platina                      |
| egyesült Királyság | 4× Platina                      |

## Megjelenés
| Régió              | Dátum            | Kiadó                                |
| ------------------ | ---------------- | ------------------------------------ |
| Japán              | 2009. június 3.  | Universal Music (Int. Jp)            |
| Brazília           | 2009. június 3.  | Universal Music Brasil               |
| Ausztrália         | 2009. június 5.  | Universal Music (Int.)               |
| Németország        | 2009. június 5.  | Universal Music (Int.)               |
| Írország           | 2009. június 5.  | Universal Music (Int.)               |
| Olaszország        | 2009. június 5.  | Universal Music (Int.)               |
| Svájc              | 2009. június 5.  | Universal Music (Int.)               |
| Dánia              | 2009. június 8.  | Universal Music (Int.)               |
| Franciaország      | 2009. június 8.  | Universal Music (Int.)               |
| Hong Kong          | 2009. június 8.  | Universal Music (Int.)               |
| Egyesült Királyság | 2009. június 8.  | Interscope Records                   |
| Mexikó             | 2009. június 9.  | Universal Music Int.                 |
| Lengyelország      | 2009. június 9.  | Universal Music Int.                 |
| Kanada             | 2009. június 9.  | Universal Music Int.                 |
| Egyesült Államok   | 2009. június 9.  | Interscope Records/IDJMG             |
| Hollandia          | 2009. június 9.  | Universal Music Int./Mercury Records |
| Brazília           | 2009. június 9.  | Universal Music Int./Mercury Records |
| Argentína          | 2009. június 13. | Universal Music Int./Mercury Records |
| Svédország         | 2009. június 10. | Def Jam Sweden/Geffen Records        |